# 樱花大战2 ～愿君平安～
《樱花大战2 ～愿君平安～》是一款跨类型游戏，由Red Company和世嘉开发，世嘉于1998年4月发行，对应世嘉土星平台。该作是樱花大战系列第二款游戏。
游戏以虚构的1920年代日本为背景，讲述初代《樱花大战》结局一年后的故事。玩家扮演“帝国华击团・花组”队长大神一郎，率领少女队员消灭魔物，粉碎幕后黑手京极庆吾的阴谋。游戏分为冒险部分和战斗部分，结合了戰略角色扮演、戀愛模擬、视觉小说等元素。
因前作《樱花大战》叫好叫座，团队决定开发续作《樱花大战2》。系列生父广井王子担任总制作人，赤堀悟编写剧本，藤岛康介与松原秀典设计角色，田中公平谱写配乐；Production I.G制作过场动画。游戏亦有Dreamcast、Microsoft Windows、PlayStation Portable等版本，其中Windows官方中文版于2002年11月发行。
《樱花大战2》获媒体好评，销量亦为系列之冠。改编原创动画录影带（OVA）《櫻花大戰 櫻華絢爛》于1999至2000年间发行。续篇《樱花大战3 ～巴黎在燃烧吗～》于2001年发行，对应Dreamcast平台。

## 玩法
《櫻花大戰2》以虚构的1920年代日本为背景。玩家扮演海軍少尉大神一郎——秘密部队「帝國華擊團」下属小队「花組」的队长。花组由若干少女组成，她们平日以歌剧团身份掩人耳目，魔物出现时搭乘机甲战斗。游戏分为13集，各集分为冒险和战斗两部分，融合了戰略角色扮演、戀愛模擬、视觉小说等要素。玩家可於過場和每集結束时存檔。
冒險部分中，大神探索帝國華擊團司令部——坐落於帝都·東京的「大帝國劇場」。大神在剧场移动时，会和女主角（花组队员）相遇并展开对话。與當時其他戀愛模擬遊戲不同，《櫻花大戰2》採用「即時互動圖片系統」（LIPS）：當出現选择肢或事件時，屏幕会显示计时条，玩家須在给定时间內作出抉擇；若时限已到仍未作选择，则相当于选择「保持沉默」。玩家的选择会改变女主角的信赖度，从而影响其战斗力。不同女主角個性相異，同一選項反应未必相同。
戰鬥部分中，大神與花組隊員搭乘蒸氣機甲「靈子甲冑」，對抗潛伏於帝都中的妖魔鬼怪。戰鬥地圖爲網格制，以等軸俯視視角顯示；各戰鬥單位順次行動。行動分移、攻、防三大類，其中“攻”包括攻擊、必殺等指令，“防”内含防禦、回復、集氣等指令。角色行動時，可从三大类行动种選擇其二，各執行其中一項指令。此外，大神还可执行队长指令，如调整攻守平衡、保护队员等。每一個成員所使用的靈子甲冑皆會特化部分屬性，包括支援、攻擊強度及攻擊廣度等；依據靈子甲冑的各項能力值的變化，其行動能力可能會受到一定程度的限制。此外在戰鬥過程中，與其他女主角的LIPS系統對話將大大影響戰局。若能透過對話增加女主角的好感度，則該角色所操作的靈子甲冑將獲得一定時間的能力數值加成，戰鬥能力也會大幅提升。若玩家贏得戰鬥，或是大神的靈子甲冑血量耗盡等情況下，遊戲便會宣告結束，而玩家可選擇再次挑戰。

## 情节

### 设定与角色
游戏以二十世紀初的日本大正時代为原型，设定于虚构的“太正时代”。隨著西洋文化和日本傳統文化的交匯融合，帝都·東京逐漸成為現代化的繁華都市：建築鱗次櫛比，鐵道、公路縱橫交錯，馬車、人力車、蒸汽車川流不息。然而，這也是一座有著怪物和咒術等非現實存在的魔幻都市。為對抗強大魔物、守護帝都和民眾，秘密部队「帝國華擊團」成立了。其中，華擊團下属的“花组”由靈力極高的少女组成，是迎战魔物的主力軍。她們以銀座的「大帝國劇場」為基地，平日以歌劇團名義掩人耳目；魔物出現時，则化身守護帝都的戰士，搭乘蒸汽动力人形兵器“靈子甲胄”作戰。
花组队长由海军少尉大神一郎（陶山章央配音）担任，隊員則爲八名少女。真宮寺櫻（横山智佐配音）、神崎堇（富澤美智惠配音）、瑪麗亞·橘（高乃麗配音）、愛麗絲（西原久美子配音）、李紅蘭（渕崎有里子配音）、桐島神奈（田中真弓配音）六人已於前作登場。本作新亮相的兩名角色爲：日本－意大利混血，出生於名门的索蕾塔·织姬（岡本麻彌配音）；头脑冷静、善於分析戰鬥，但不透露感情的德国少女雷尼·米尔西修特拉瑟（伊倉一惠配音）。

### 故事
前作《樱花大战》結局一年后，大神一郎结束海外训练返回日本，重任帝國華擊團花组队长。另一方面，索蕾塔和雷尼先后加入花组。在此期间，“黑鬼会”首領鬼王将前作头目山崎真之介复活，令其袭击帝国大剧场。山崎战败后，鬼王現身將其处死。
在花组同黑鬼会战斗时，陸軍中將、帝国华击团总司令米田一基（池田勝配音）遭枪击暗杀未遂，失去意識；与此同时，金融界迫於政治壓力，停止對華擊團的經濟援助。米田康復期间，藤枝枫（折笠爱配音）接替前作中牺牲的姐姐藤枝菖蒲，赴任帝国华击团新副司令。数月后，黑鬼会幕后黑手、陆军大臣京极庆吾发动军事政变，占领东京主要机关，並派政變軍及黑鬼會襲擊大帝國劇場。花組队员被迫逃出，重整力量展开反击，最终夺回了剧场；而京极的政变亦以失败告终。
数月后，京極慶吾再度現身。他以政变爲幌子，等待时机發動“淨化”——毁灭人类文明，建立充满怨灵的世界。他發動魔法，复活了巨大空中兵器“武藏”，并召喚出大量恶魔。在米田和藤枝的指揮下，花组乘坐空中战舰三笠号，突入武藏内部。在武藏內部，花組確認了鬼王的真實身份——真宮寺樱之父真宮寺一马，數年前同魔物戰鬥時犧牲，後爲京极所复活操控。一馬擺脫京极的控制後，为保护女儿再度犧牲。最终，花组封印降魔、消灭京极，守护了帝都的和平。在遊戲的尾聲，大神晋升中尉，受命前往巴黎學習。

## 开发
初代《樱花大战》开发规模宏大，销量、口碑皆超出预期。世嘉与Red Company（现Red Entertainment）計畫將《樱花大战》系列化，续作开发由此推上日程。《樱花大战2》由前作開發团队Red Company和世嘉第二CS研究开发部共同製作。系列生父广井王子担纲总制作人，赤堀悟编写剧本，松原秀典和藤岛康介设计角色，田中公平谱写配乐。后参与PlayStation 2版《樱花大战》重制的Takaharu Terada担任战斗设计师。
开发团队以前作《樱花大战》为基础，参考玩家反馈，改進了战斗与对话系统。遊戲碟片從两张增至三张，内容较前作更丰富。和前作不同，本作的氣氛較爲陰鬱：游戏副标题出自日本诗人與謝野晶子的同名反战诗《請君勿死》（君死にたまふことなかれ），呼應了游戏主题和剧情。遊戲影射了政治元素，如京极政变以二二六事件爲原型。动画过场由Production I.G制作，高木真司监督；這是該公司首度參與樱花大战系列製作。广井青睞Production I.G的电影《攻殼機動隊》，欲以此風格重新繪製動畫；但Production I.G以開發不宜半途而廢爲由谢绝。

### 音频
田中公平繼續獨自負責配乐，並擔任音乐监督。部分遊戲曲目爲現場灌錄，但大多数配樂仍由土星晶片合成。田中期望本作音樂較前作更上一層樓。他希望在土星硬件限制之內，合成樂能儘量接近现场音乐。
主人公配音陣容爲原班人馬。前作中，折笠愛所饰角色藤枝菖蒲牺牲；本作中，她改爲孪生妹妹藤枝枫配音。折笠愛原以为不會再參與續作配音，但接到配音通知時，她吃了一驚。新角色织姬由岡本麻彌配音，雷尼由伊倉一惠配音。制作方需要能演男孩、會唱歌曲、可识谱的配音员，伊仓收到了试镜通知。
田中称，角色主题曲反映了他们的内心思绪及想唱的歌。創作织姬的主題曲《如果》時，爲區別同爲“傲嬌”的神崎堇，田中採取了不同的華爾茲風。游戏片头曲为《檄！帝国华击团（改）》，由花組全體配音員演唱。片尾曲《梦的延续》由花組及藤枝枫配音員演唱。田中稱《梦的延续》是其最喜爱的主题曲。

## 发行
《樱花大战2》于1997年10月首次亮相。游戏1998年4月4日於世嘉土星平台首發。Dreamcast移植版于2000年9月21日发行。《樱花大战2》多次移植推出Microsoft Windows个人电脑移植版：2001年3月1日发行CD-ROM版；2003年3月20日发行支援Windows XP的CD-ROM版；2007年1月25日发行DVD-ROM版。2006年3月9日，《樱花大战2》和前作《樱花大战》合并移植于PlayStation Portable。
Windows中文版與2002年11月10日面世，中国大陆簡體中文版由天人互动發行，台湾繁體中文版由大新资讯發行。中文版發行當日，臺灣舉辦了首賣活動，廣井王子和橫山智佐出席。天人互动則於同期推出合輯“樱花浪漫盒”，其內含中文版《樱花大战》《櫻花大戰2》、改編動畫、遊戲攻略、電子資料集，以及扇子、年曆等主題贈品。2008年12月24日，Akella发行了俄语版。世嘉不看好此類遊戲在西方的表現，故未展开英文本地化。曾有公司計畫將PlayStation Portable移植版引入歐美，但因索尼否決而未果。

## 评价
世嘉土星版《樱花大战2》首周售出35.5万套，接近出货量的70%。据《Fami通》统计，1998年上半年，游戏售出501,066万套，为日本同期第八畅销游戏。截至1999年，該版本售出50.9万套，为日本第五畅销土星游戏。Dreamcast移植版首周销量6.3万套，接近出货量的70%。此版本至2004年累計售出9万套。據2008年统计，《樱花大战2》为系列最畅销的游戏。
日本游戏杂志《Fami通》为游戏打出33/40分，编辑稱讚遊戲精緻的机甲和故事，但批評创新不足。英文网站RPGFan认为，《樱花大战2》的玩法、故事和角色設計胜过前作，但游玩时存在延迟。1998年神戶動畫獎中，《樱花大战2》同原創動畫錄影帶（OVA）《櫻花大戰 櫻華絢爛》获得最佳包装作品奖。

## 影响
六集原创动画录影带《櫻花大戰 櫻華絢爛》由Radix Ace Entertainment制作，Red Company监督，1999至2000年間發售。动画講述《樱花大战2》故事結束後，大神前往巴黎前，對花组隊員的點滴回忆。
《樱花大战2》是系列最后一款土星游戏；续作《樱花大战3 ～巴黎在燃烧吗～》轉移至Dreamcast平臺，于2001年发行，讲述大神在法國的故事。《樱花大战3》续作原計畫延續海外背景，但因Dreamcast宣告停产，開發團隊決定另行開發《樱花大战4 ～恋爱吧少女～》；該作於2002年发行，爲系列於世嘉遊戲機上的绝响。原“樱花大战4”遷移至PlayStation 2平台，改名《樱花大战V ～再见，吾爱～》，於2006年於發行。